# Tricimba kaplanae
Tricimba kaplanae är en tvåvingeart som beskrevs av Dely-draskovits 1983. Tricimba kaplanae ingår i släktet Tricimba och familjen fritflugor.
Artens utbredningsområde är Israel. Inga underarter finns listade i Catalogue of Life.